# Häfeli DH-5
Die Häfeli DH-5 war ein Kampfflugzeug in Doppeldeckerauslegung des Schweizer Konstrukteurs August Haefeli.

## Geschichte
Der Bau des Prototyps aufgrund eines Pflichtenheftes des EMD begann 1918 in der Eidgenössischen Konstruktions-Werkstätte, Abteilung Flug in Thun. Im März 1919 begannen die Probeflüge des Typs, der als Aufklärungs- und Schulflugzeug für die schweizerische Fliegertruppe ausgelegt war. Im Mai des darauffolgenden Jahres begann die Erprobung bei der Truppe. Nach der Behebung einiger Motorprobleme wurde das Flugzeug zur Serienproduktion freigegeben.
Als erster Motor kam der LFW I der Lokomotivfabrik Winterthur zum Einsatz. 39 Flugzeuge dieser ersten Serie wurden beschafft und ab 1922 eingesetzt. 20 weitere Flugzeuge folgten ab 1924 als zweite Serie mit dem etwas stärkeren Motor LFW II. Ein einzelnes Flugzeug (Nr. 461) wurde 1924 mit einem einiges stärkeren 300-PS-Hispano-Suiza-Motor gebaut. Die Flugleistungen verbesserten sich dadurch, jedoch liessen sich keine weiteren Motoren beschaffen.
Im Jahr 1929 wurde eine weitere Serie von 20 Flugzeugen mit dem Motor LFW III gebaut.
Im Jahr 1929 wurde das Flugzeug Nr. 416 in Grossbritannien bei Handley-Page mit einem Spaltflügel versehen. Für den Auslandflug trug das Flugzeug die Zivilimmatrikulation CH-136. In der Schweiz erhielten weitere 23 der verbliebenen Flugzeuge der ersten Serie im Jahr 1930 ein solches System. 18 Flugzeuge der zweiten Serie wurden ebenfalls mit dem Vorflügel ausgerüstet, sowie alle Flugzeuge der dritten Serie, kurz nach deren Inbetriebsetzung.
Nach einer Vorführung eines Luftzieles durch Ernst Udet im März 1930 wurden die Flugzeuge der dritten Serie so ausgerüstet, dass sie mit einer auswechselbaren Zielschlepp-Vorrichtung bestückt werden konnten.

## Verbleib
Da keines der Flugzeuge erhalten blieb, wurde für das Museum der schweizerischen Fliegertruppen das Projekt eines Nachbaus in Angriff genommen.

## Militärische Nutzung
Schweiz
- Schweizer Flugwaffe

## Technische Daten
| Kenngröße             | Daten                                                                            |
| --------------------- | -------------------------------------------------------------------------------- |
| Besatzung             | 2                                                                                |
| Länge                 | 7,60 m                                                                           |
| Spannweite            | 11,16 m                                                                          |
| Höhe                  | 3,10 m                                                                           |
| Flügelfläche          | 31 m²                                                                            |
| Leermasse             | 660 kg                                                                           |
| max. Startmasse       | 1095 kg                                                                          |
| Höchstgeschwindigkeit | 170 km/h                                                                         |
| Steiggeschwindigkeit  | 4 m/s                                                                            |
| Dienstgipfelhöhe      | 5000 m                                                                           |
| Reichweite            | 480 km                                                                           |
| Triebwerke            | 1 × 8-Zylinder-V-Motor LFW I mit 132 kW                                          |
| Bewaffnung            | 1 starres synchronisiertes MG über dem Motor 1 bewegliches MG im Beobachterstand |